# Phantom Blood
Cuộc phiêu lưu kỳ lạ của JoJo: Dòng máu ác quỷ (Nhật: ファントムブラッド Hepburn: Fantomu Buraddo) là một bộ truyện manga do Araki Hirohiko sáng tác vào năm 1987, và là phần thứ nhất trong loạt truyện JoJo no Kimyou na Bouken . Bối cảnh đặt tại nước Anh Quốc năm 1880, kể về Jonathan Joestar thuộc dòng họ Joestar và em trai nuôi Dio Brando, kẻ muốn chiếm lấy gia tài nhà Joestar. Jonathan cố gắng đánh bại Dio, lúc này trở thành ma cà rồng nhờ Mặt nạ đá. Bộ truyện bắt đầu đăng trên đạp chí Weekly Shōnen Jump của Shueisha dưới tên JoJo's Bizarre Adventure Part 1 Jonathan Joestar: His Youth (ジョジョの奇妙な冒険 第一部 ジョナサン·ジョースター ―その青春― JoJo no Kimyou na Bouken Dai Ichi Bu Jonasan Jōsutā -Sono Seishun-) và đến nay có tổng cộng năm tập truyện. Một bản tổng hợp ba tập tuyện in ấn bởi Shueisha được phát hành tại Nhật Bản vào năm 2002, nhà xuất bản Viz Media tiếp đó phát hành cho Bắc Mĩ vào năm 2014.
Bộ truyện nhận được đánh giá trung bình lẫn tích cực. Những nhà phê bình ca ngợi điệu pose của nhân vật trong nét vẽ của Araki. Trong thời gian sáng tác, Araki từng nói Dòng máu ác quỷ là bộ truyện không xứng danh "xuất sắc của xuất sắc" được phát hành vào cuối những năm 80, mà khi đó truyện như Bảy viên ngọc rồng và Bắc Đẩu thần quyền lại chiếm ưu thế. Dòng máu ác quỷ được chuyển thể thành hai bản anime, đầu tiên là phim dài năm 2007 do A.P.P.P. sản xuất và tiếp theo là mùa đầu tiên của loạt phim anime truyền hình JoJo no Kimyou na Bouken do David Production sản xuất vào năm 2012. Bộ truyện còn được chuyển thành game bởi Bandai vào 2006.

## Cốt truyện
Tại nước Anh vào thế kỷ 19, chàng thanh niên Dio Brando được George Joestar đến từ gia đình giàu có nhận nuôi, nhằm để trả ơn cho cha của Dio là Dario vì đã cứu ông. Cuộc sống của cậu con trai ruột George, Jonathan Joestar, gặp nhiều chuyển biến khó khăn từ khi Dio dọn đến sống, Dio lên kế hoạch chiếm lấy gia tài nhà Joestar bằng cách khiến bạn bè xa lánh Jonathan. Thời gian này, Jonathan phát hiện ra một chiếc mặt nạ đá bí ẩn thuộc về người mẹ quá cố của cậu, Mary Joestar. Chiếc mặt nạ đó là một cổ vật tồn tại trăm năm mang lại sự bất tử cho người đeo nó.
Bảy năm sau, Dio và Jonathan gần gũi nhau hơn, dù cả hai từng đánh nhau. Không lâu sau đó Jonathan biết Dio có ý định đầu độc cha cậu, George. Cuộc tìm kiếm thuốc giải độc bắt đầu tại phố Ogre của Luân Đôn, tại đây Jonathan quen được một kẻ buôn lậu tên là Robert E. O. Speedwagon. Speedwagon dẫn cậu đến chỗ đã bán độc cho Dio là tên bán hàng chợ đen Wang Chan và bắt hắn về nhà. Cùng lúc đó, Dio đang dàn xếp cách giết Jonathan bằng mặt nạ đá. Trước khi hành động, Dio thử gắn chiếc mặt nạ lên một người say rượu. Cậu không ngờ chiếc mặt nạ đã biến người say rượu thành một con ma cà rồng gần như giết Dio nhưng không may bị ánh sáng mặt trời tiêu diệt. Trở về căn biệt thự, Dio cố giết chết Jonathan để lấy máu của cậu ta. Trong một đòn, George đã dùng tấm thân mình che chắn cho Jonathan, Dio lấy máu của George thay thế để trở thành ma cà rồng bất tử nhờ mặt nạ. Jonathan đánh bại Dio nhờ đốt cháy căn biệt thự.
Ba ngày sau vụ tai nạn, Jonathan tỉnh dậy và thấy mình được Erina chăm sóc, hai người đã nuôi dưỡng tình cảm với nhau từ lâu. Cuộc gặp gỡ với một người đàn ông ở Ý tên William Anthonio Zeppeli đã dẫn Jonathan đến việc học được kỹ năng Làn sóng sinh mệnh (Hamon) sau khi nghe tin Dio chưa chết. Jonathan và Zeppeli tiến đến thị trấn Windknight's Lot, nơi tràn ngập xác sống của Dio. Dio, lúc này là ma cà rồng, đã hồi sinh Bruford và Tarkus để giao chiến với Jonathan và Zeppeli, trận đấu kết thúc cùng với sự ra đi của Zeppeli. Chuyển về căn biệt thự, Jonathan tự tay cậu đánh bại Dio bằng cách chém lìa đầu Dio, phá hủy mặt nạ đá và làm tan biến đội quân xác sống.
Không lâu sau, Jonathan thành hôn với Erina và họ cùng bắt đầu chuyến tuần trăng mật du hành qua Đại Tây Dương đến đất Mĩ. Gặp gỡ sự hiện diện của Wang Chan trên tàu, Jonathan còn nhận thấy cái đầu của Dio nằm trong bình. Sau khi bị hai tên địch làm trọng thương, Jonathan sử dụng làn sóng sinh mệnh để làm con tàu quá trọng lượng. Cả con tàu chìm xuống Erina may mắn sống sót ẵm theo một đứa bé thất lạc. Được cứu gần quần đảo Canary một ngày sau, Erina vẫn cưu mang đứa con chưa sinh và cô sẽ truyền lại sự thật về Jonathan cho con mình và các thế hệ đi sau.

## Nhân vật
Các nhân vật xuất hiện trong Dòng máu ác quỷ:
- Jonathan Joestar
- Dio Brando
- Mẹ Dio
- George Joestar I
- William Athonio Zeppeli
- Robert E. O. Speedwagon
- Poco
- Chị Poco
- Erina Pendleton
- Mary Joestar
- Dario Brando
- Bruford
- Tarkus
- Jack the Ripper
- Wang Chan
- Doobie
- Adams
- Nones, Bonham
- Tattoo
- Danny, chó của Jonathan
- Dire
- Tonpetty
- Straizo

## Các tập truyện

### Phát hành gốc
| 1. "Dio the Invader" (侵略者ディオ Shinryakusha Dio) 2. "A New Friend!" (新しき友人! Atarashiki Yūjin!) 3. "Beloved Erina" (愛しのエリナ Itoshi no Erina) 4. "A Fight I Mustn't Lose" (負けられない戦い Makerarenai Tatakai) 1. "Danny in Flames" (炎のダニー Honō no Danī) 2. "A Letter from the Past" (過去からの手紙 Kako kara no Tegami) 3. "A Vow to Father" (父への誓い Chichi e no Chikai) 4. "Battle on Ogre Street" (食屍鬼街の戦い Ougā Sutorīto no Tatakai) |

| 1. "The Live Subject Test of the Mask" (仮面の人体実験 Kamen no Jintai Jikken) 2. "The Thirst For Blood!" (血の渇き! Chi no Kawaki!) 3. "Transcend Humanity!" (人間を超越する! Ningen o Chōetsu Suru!) 4. "The Two Rings" (一組の指輪 Futatsu no Ringu) 5. "Undying Monster" (不死の怪物 Fushi no Kaibutsu) 1. "Attack of the Living Dead" (生ける死者の襲撃 Ribingu Deddo no Shūgeki) 2. "Settling a Youth With Dio!" (ディオとの青春に決着! Dio to no Seishun ni Ketchaku!) 3. "Statue of the Goddess of Love" (慈愛の女神像 Jiai no Megamizō) 4. "A Nostalgic Face" (懐しき面影 Natsukashiki Omokage) |

| 1. "The Hero of the 77 Rings" (77輝輪の勇者 Nana Jū Nana Ringu no Yūsha) 2. "Curse of the Black Knight" (黒騎士の呪縛 Kurokishi no Jubaku) 3. "Sleep as a Hero" (英雄として瞑る Eiyū Toshite Nemuru) 4. "Ruins of the Knights" (騎士たちの遺跡 Kishi-tachi no Iseki) 5. "Chamber of the Two-Headed Dragon" (双首竜の間へ Sōshuryū no Ma e) 1. "Tomorrow's Courage" (あしたの勇気 Ashita no Yūki) 2. "The Elder's Prophecy" (老師の予言 Rōshi no Yogen) 3. "Blast Him With Rage!" (怒りをたたきこめ! Ikari o Tatakikome!) 4. "The Three from a Far-off Land" (遙かな国からの3人 Haruka na Kuni kara no Sannin) 5. "Doobie the Monster" (怪人ドゥービー Kaijin Dūbī) |

| 1. "Thunder Cross Split Attack" (稲妻十字空烈刃 Sandā Kurosu Supuritto Atakku) 2. "Blood Battle! JoJo & Dio" (血戦！JoJo&Dio Kessen! JoJo to Dio) 3. "Fire & Ice!" (炎&氷！ Faiyā Ando Aisu!) 4. "A Demon's End!" (悪鬼の最期! Akki no Saigo!) 5. "Prelude to the Storm" (恐嵐への序曲 Kyōran e no Jokyoku) 6. "The Final Hamon!" (最後の波紋! Saigo no Hamon!) 7. "Into Oblivion" (忘却の彼方へ Bōkyaku no Kanata e) |

### Phát hành năm 2002
| - 1. "Prologue" (プロローグ Purorōgu) - 2–5. "Dio Brando the Invader (1–4)" (侵略者ディオ・ブランドー その①〜④ Shinryakusha Dio Burandō Sono 1–4) - 6–7. "A Letter from the Past (1–2)" (過去からの手紙 その①〜② Kako kara no Tegami Sono 1–2) - 8–11. "The Stone Mask (1–4)" (石仮面 その①〜④ Ishi Kamen Sono 1–4) - 12–14. "Youth with Dio (1–3)" (ディオとの青春 その①〜③ Dio to no Seishun Sono 1–3) |

| - 15–16. "Youth with Dio (4–5)" (ディオとの青春 その④〜⑤ Dio to no Seishun Sono 4–5) - 17. "The Birth of DIO" (DIOの誕生 DIO no Tanjō) - 18–22. "Jack the Ripper and Zeppeli the Strange (1–5)" (切り裂きジャックと奇人ツェペリ その①〜⑤ Kirisaki Jakku to Kijin Tseperi Sono 1–5) - 23–25. "Hamon Overdrive (1–3)" (波紋疾走その①〜③ Hamon Ōbādoraibu Sono 1–3) - 26–29. "Tarkus and the Dark Knight Bruford (1–4)" (タルカスと黒騎士ブラフォード その①〜④ Tarukasu to Kurokishi Burafōdo Sono 1–4) |

| - 30. "Sleep as a Hero" (英雄として眠る Eiyū toshite Nemuru) - 31. "The Knights' Ruins" (騎士たちの遺跡 Kishitachi no Iseki) - 32. "The Medieval Knights' Training Ground for Murder" (中世騎士殺人修練場 Chūsei Kishi Satsujin Shūren Jō) - 33–35. "Pluck for Tomorrow and the Successor (1–3)" (あしたの勇気・うけ継ぐ者 その①〜③ Ashita no Yūki Uketsugumono Sono 1–3) - 36–38. "The Three from a Faraway Land (1–3)" (遥かな国からの3人 その①〜③ Harukana Kuni kara no 3nin Sono 1–3) - 39–44. "Fire and Ice, Jonathan and Dio (1–6)" (炎と氷 ジョナサンとディオ その①〜⑥ Faiyā to Aisu Jonasan to Dio Sono 1–6) |

### Phát hành năm 2012
| #                   | Nhan đề | Ngày phát hành tiếng Nhật | ISBN tiếng Nhật   |
| ------------------- | --- | ------------------------- | ----------------- |
| 1                   | Part 1: Phantom Blood Digest Edition Dai Ichi Bu Fantomu Buraddo Sōshūhen (第1部 ファントムブラッド 総集編) | 5 tháng 10 năm 2012       | 978-4-08-111057-5 |
| \| - Chương 1–44 \| | |                           |                   |
| - Chương 1–44       | |                           |                   |

### Phát hành năm 2013
| - Chương 1–11 |

| - Chương 12–27 |

| - Chương 28–44 |

## Phát hành
Dòng máu ác quỷ bắt đầu được đăng trên tạp chí Weekly Shōnen Jump của Shueisha dưới tên JoJo's Bizarre Adventure Part 1 Jonathan Joestar: His Youth. Bộ truyện được sáng tác từ 1 tháng 1 và kết thúc vào 28 tháng 10 năm 1987 với tổng cộng 44 chương, in ấn thành 5 tập tankōbon. Ba tập của truyện còn được đưa vào bản bunkoban và xuất bản ngày 15 tháng 2 năm 2002, một tập sōshūhen vào năm 2012. Một bản tổng hợp ba tập truyện đính kèm những bức vẽ mới từ Araki được phát vào năm 2013 đến 4 tháng 4 năm 2014. Phiên bản này được Viz Media phát hành cho Bắc Mĩ dưới dạng kỹ thuật số vào năm 2014 và dưới dạng in ấn vào 2015. Một bản manga kỹ thuật số có màu được phát cho smartphone và máy tính bảng tại Nhật vào 13 tháng 7 năm 2012.
Bandai đã phát hành một trò chơi chuyển thể cho hệ máy PlayStation 2. Hãng phim A.P.P.P. sản xuất bộ phim anime có thời lượng dài dựa theo nội dung của Dòng máu ác quỷ là JoJo no Kimyou na Bouken: Phantom Blood và công chiếu toàn rạp Nhật Bản vào năm 2007. Bộ truyện còn được David Production chuyển thành từng tập phim hoạt hình phát sóng trên truyền hình vào năm 2012.